# Koreasat 5A
Koreasat 5A är en sydkoreansk kommunikationssatellit som drivs av KT SAT, ett dotterbolag till KT Corporation. Den skickades upp  den 30 oktober 2017 på Falcon 9-raketen ("Full Thrust" version).